# Kunohe
Kunohe (九戸村, Kunohe-mura) est un village du district de Kunohe, situé dans la préfecture d'Iwate, au Japon.

## Géographie

### Démographie
Au 1er décembre 2015, la population de Kunohe s'élevait à 5 961 habitants répartis sur une superficie de 134,02 km2.